# WWHL 2007/08
Die Saison 2007/08 war die vierte Spielzeit der Western Women’s Hockey League (WWHL), einer der beiden höchsten kanadischen Spielklassen im Fraueneishockey in den westlichen Provinzen Alberta und British Columbia. Die Calgary Oval X-Treme besiegten im Meisterschaftsfinale die Minnesota Whitecaps mit 5:2. Damit sicherten sie sich den vierten Meistertitel in Folge in der WWHL.

## Teilnehmer
An der vierten Austragung der WWHL nahmen erneut fünf Mannschaften teil: Die im März 2006 gegründeten Strathmore Rockies nahmen erstmals regulär am Spielbetrieb teil, während sich die Saskatchewan Prairie Ice vor Saisonbeginn zurückzogen.
Während der Saison 2007/08 bereitet sich die chinesische Nationalmannschaft der Frauen in der Provinz Alberta auf die Weltmeisterschaft vor. Einige chinesische Nationalspielerinnen wurden in die Kader der WWHL-Teams aus Alberta aufgenommen. Darüber hinaus absolvierte das Nationalteam insgesamt elf Freundschaftsspiele gegen die WWHL-Teilnehmer.
| Team                      | Standort                  | Gründung | Spielstätte                    |
| ------------------------- | ------------------------- | -------- | ------------------------------ |
| British Columbia Breakers | Langley, British Columbia | 2004     | Aldergrove Arena               |
| Calgary Oval X-Treme      | Calgary, Alberta          | 1995     | Olympic Oval                   |
| Edmonton Chimos           | Edmonton, Alberta         | 1973     | River Cree Twin Arenas         |
| Minnesota Whitecaps       | Minnesota & Saint Paul    | 2004     | verschiedene                   |
| Strathmore Rockies        | Strathmore, Alberta       | 2006     | Strathmore Family Center Arena |

## Reguläre Saison
Die reguläre Saison begann am 6. Oktober 2007 und endete am 3. März 2008. Insgesamt absolvierte jede Mannschaft 24 Spiele, wobei eine erweiterte Zwei-Punkt-Regel zur Anwendung kam.

### Tabelle
| Pl. | Mannschaft                | Sp | S  | U | N  | Tore    | Punkte |
| --- | ------------------------- | -- | -- | - | -- | ------- | ------ |
| 1.  | Calgary Oval X-Treme      | 24 | 24 | 0 | 0  | 162:027 | 48     |
| 2.  | Minnesota Whitecaps       | 24 | 15 | 1 | 8  | 070:050 | 33     |
| 3.  | Strathmore Rockies        | 24 | 11 | 1 | 12 | 058:097 | 23     |
| 4.  | Edmonton Chimos           | 24 | 9  | 0 | 15 | 074:078 | 22     |
| 5.  | British Columbia Breakers | 24 | 0  | 0 | 24 | 023:135 | 2      |

Abkürzungen: Pl. = Platz, Sp = Spiele, S = Siege, U = Unentschieden, N = Niederlagen

Erläuterungen: Für die Esso Women’s Nationals qualifiziert

### Statistik

#### Beste Scorerinnen
Abkürzungen: Sp = Spiele, T = Tore, V = Assists, Pkt = Punkte, SM = Strafminuten; Fett: Saisonbestwert
| Spieler                 | Mannschaft           | Sp | T  | V  | Pkt | SM |
| ----------------------- | -------------------- | -- | -- | -- | --- | -- |
| Hayley Wickenheiser     | Calgary Oval X-Treme | 19 | 19 | 30 | 49  | 20 |
| Gina Kingsbury          | Calgary Oval X-Treme | 23 | 20 | 25 | 45  | 8  |
| Meagan Walton           | Calgary Oval X-Treme | 23 | 22 | 22 | 44  | 12 |
| Kelly Bechard           | Calgary Oval X-Treme | 23 | 12 | 30 | 42  | 32 |
| Rebecca Russell         | Calgary Oval X-Treme | 21 | 17 | 24 | 41  | 14 |
| Jenny Schmidgall-Potter | Minnesota Whitecaps  | 20 | 8  | 26 | 34  | 14 |
| Danielle Bourgeois      | Edmonton Chimos      | 24 | 12 | 18 | 30  | 20 |
| Colleen Sostorics       | Calgary Oval X-Treme | 19 | 9  | 17 | 26  | 8  |
| Carla MacLeod           | Calgary Oval X-Treme | 23 | 4  | 22 | 26  | 16 |
| Gillian Ferrari         | Calgary Oval X-Treme | 22 | 9  | 15 | 24  | 12 |

#### Beste Torhüterinnen
Abkürzungen: Sp = Spiele, Min = Eiszeit (in Minuten), S = Siege, N = Niederlagen, GT = Gegentore, SO = Shutouts, GTS = Gegentorschnitt, SVS = Gehalten Schüsse, Sv% = Fangquote; Fett: Saisonbestwert
| Spieler            | Mannschaft           | Sp | Min | S  | N  | GT | GTS  | SaT | SVS | Sv%  | SO |
| ------------------ | -------------------- | -- | --- | -- | -- | -- | ---- | --- | --- | ---- | -- |
| Amanda Tapp        | Calgary Oval X-Treme | 13 | 785 | 11 | 0  | 19 | 1,45 | 230 | 211 | 91,7 | 5  |
| Megan van Beusekom | Minnesota Whitecaps  | 8  | 490 | 6  | 2  | 18 | 2,20 | 280 | 262 | 93,6 | 2  |
| Sanya Sandahl      | Minnesota Whitecaps  | 8  | 430 | 3  | 3  | 16 | 2,23 | 262 | 246 | 93,9 | 2  |
| Jennelle Stam      | Strathmore Rockies   | 12 | 662 | 5  | 3  | 30 | 2,72 | 314 | 284 | 90,4 | 1  |
| Keely Brown        | Edmonton Chimos      | 17 | 998 | 1  | 10 | 52 | 3,13 | 642 | 590 | 91,9 | 3  |
| Desirae Clark      | B.C. Breakers        | 13 | 737 | 0  | 6  | 55 | 4,48 | 509 | 454 | 89,2 | 0  |

## Esso Women’s Nationals
Der Meister der WWHL wurde im Jahr 2008 im Rahmen der jährlichen kanadischen (Amateur-)Frauenmeisterschaft ausgespielt, die erst- und einmalig einen separaten Wettbewerb für Club-Teams austrug. Dabei trafen jeweils zwei Vertreter der WWHL und der Canadian Women’s Hockey League aufeinander. Die bestplatzierte Mannschaft der WWHL erhielt vermutlich zudem die Meistertrophäe der WWHL.
Das Turnier wurde in Charlottetown, Prince Edward Island, im Capital Area Recreation und Civic Centre ausgetragen.
Im Spiel um den dritten Platz besiegten die Calgary Oval X-Treme die Minnesota Whitecaps mit 5:2 und sicherten sich damit ihren vierten Meistertitel in Folge.

### Platzierungsspiele
| 13. März 2008 16:00 Uhr (Ortszeit) | Brampton Canadette-Thunder | 4:6 (0:3, 2:1, 2:2) Spielbericht | Minnesota Whitecaps | Capital Area Rec. 1, Charlottetown Zuschauer: k. A. |

| 13. März 2008 19:30 Uhr | Calgary Oval X-Treme | 6:1 (1:0, 3:0, 2:1) Spielbericht | Mississauga Chiefs | Capital Area Rec. 1, Charlottetown Zuschauer: 1.200 |

### Halbfinale
| 14. März 2008 13:00 Uhr | Minnesota Whitecaps | 3:5 (1:3, 2:1, 0:1) Spielbericht | Mississauga Chiefs | Capital Area Rec. 1, Charlottetown Zuschauer: k. A. |

| 14. März 2008 16:00 Uhr | Calgary Oval X-Treme | 2:3 (0:0, 1:1, 1:2) Spielbericht | Brampton Canadette-Thunder | Capital Area Rec. 1, Charlottetown Zuschauer: k. A. |

### Spiel um Platz 3 & WWHL-Champions-Cup
| 15. März 2008 11:00 Uhr | Minnesota Whitecaps K. King (40:29) A. Ruggiero (43:25) | 2:5 (0:1, 0:3, 2:1) Spielbericht | Calgary Oval X-Treme G. Kingsbury (5:45) H. Wickenheiser (23:58) K. Hall (35:39) H. Wickenheiser (39:36) C. MacLeod (47:00) | Civic Centre, Charlottetown Zuschauer: k. A. |

### Finale
| 15. März 2008 16:00 Uhr | Mississauga Chiefs | 3:2 n. V. (0:1, 0:0, 2:1, 0:0, 1:0) Spielbericht | Brampton Canadette-Thunder | Civic Centre, Charlottetown Zuschauer: 1.100 |

### WWHL-Champions-Cup-Sieger
| WWHL-Champions-Cup-Sieger Calgary Oval X-Treme | Torhüterinnen: Lyndsay Baird, Amanda Tapp Verteidigerinnen: Delaney Collins, Gillian Ferrari, Carla MacLeod, Stephanie Ramsay, Colleen Sostorics, Samantha Watt Angreiferinnen: Kelly Béchard, Meghan Corbett, Taryn Fjeld, Danielle Goyette, Kaley Hall, Gina Kingsbury, Karen McLaughlin, Rebecca Russell, Laura St. Croix, Meagan Walton, Wang Linuo, Hayley Wickenheiser Trainerstab: Mario Amantea, Bart Doan |